# مناعة (تطبيق)
مناعة، تطبيق محمول حكومي كويتي، مصمم للهواتف الذكية والأجهزة اللوحية، وغيرها من الأجهزة المحمولة العاملة بنظامي آي أو إس وأندرويد، وقد أطلق استجابة لجائحة فيروس كورونا، دُشِّن في منتصف أبريل 2021، من قبل إدارة نظم المعلومات في وزارة الصحة الكويتية ليكون بمثابة شهادة تطعيم رقمية، حيث تتيح الاطلاع وتحميل شهادات التطعيم ضد مرض كورونا، وعرض حالة التطعيم الخاصة بمتلقي اللقاحات المعتمدة في الكويت.

## عمله
يتيح التطبيق للمواطنين والمقيمين في دولة الكويت ومن سافر خارجها، التسجيل في التطبيق وتحميل وثائق التطعيم ضد مرض كورونا بهدف التحقق من صحتها من قبل إدارة الصحة العامة، بحيث تمكن المطعمين بواسطة لقاحات مرض كورونا المعتمدة من وزارة الصحة الكويتية، الاطلاع على حالة التطعيم الخاصة بكل منهم. بعد تحميل شهادات التطعيم، يستغرق مراجعة الطلب ثلاثة أيام عمل تتحقق من خلالها إدارة الصحة العامة من حالة المعلومات المرسلة والوثائق المرفقة.
ستكون حالة التطعيم بالنسبة لأولئك الذين تلقوا جرعة واحدة من لقاحات كورونا، ومر على تلقيهم اللقاح 14 يومًا: «تم التطعيم – الجرعة الأولى فقط»، وتكون حالة التطعيم باللون الأخضر، وكذلك سيكون لونها بالنسبة لأولئك الذين تلقوا جرعتين، في حين ستكون حالة تطعيم ذوي الجرعتين على النحو التالي: «تم التطعيم».
في حين ستكون حالة التطعيم بالنسبة لأولئك الذين تلقوا جرعة واحدة ولم يمر على تلقيهم 14 يومًا: «تم التطعيم - جرعة الأولى فقط» إلا أن الحالة ستكون باللون الأحمر، وهو ذات اللون بالنسبة لحالة تطعيم أولئك الذين لم يتلقوا أي جرعة من لقاحات كورونا، حيث ستكون حالة تطعيمهم على النحو التالي: «لم يتم التطعيم».
سيُسمح لأي مسافر يصل إلى دولة الكويت وتكون حالة تطعيمه باللون الأخضر أن يحجر حجرًا صحيًا منزليًا، أما إن كانت حالة تطعيمه باللون الأحمر، فسيخضع للحجر الصحي المؤسسي.

## وصلات خارجية
- صفحة التطبيق على منصة آب ستور
- صفحة التطبيق على منصة جوجل بلاي